# Harold Sakata
Toshiyuki Sakata, detto Harold (Holualoa, 1º luglio 1920 – Honolulu, 29 luglio 1982), è stato un sollevatore, wrestler e attore statunitense di origine giapponese.
È famoso per la sua interpretazione del muto Oddjob nel film Agente 007 - Missione Goldfinger.
Figlio di un immigrato giapponese e di una cittadina statunitense di origine giapponese, nacque a Holualoa, nelle Isole Hawaii. La sua famiglia, che oltre a lui ebbe sei maschi e quattro femmine, gestiva una piantagione di caffè, e Sakata in gioventù, abbandonati gli studi, lavorò molto come agricoltore, per i suoi e per altri.
Durante la seconda guerra mondiale servì gli Stati Uniti d'America come Technician Fifth Grade.
Negli ultimi due anni di vita recitò in vari spot pubblicitari, nei quali veniva enfatizzata la sua forza fisica.
Morì sessantaduenne la mattina del 29 luglio 1982 in un ospedale di Honolulu per un cancro al fegato, lasciando un figlio, John Sakata, e un figlio adottivo, David Keliihananui. Venne sepolto al National Memorial Cemetery of the Pacific, il cimitero militare della capitale hawaiana.

## Carriera sportiva
Prima della carriera da attore vinse un argento alle olimpiadi del 1948 a Londra nel sollevamento pesi, categoria pesi massimi-leggeri.
Dal 1949 fino agli anni sessanta intraprese la carriera di wrestler professionista, con il nome di Tosh Togo. Nel luglio 1954 conquistò i titoli di coppia canadesi assieme a Great Togo, suo fratello secondo la kayfabe: la gimmick della famiglia giapponese includeva anche il karateka Masutatsu Ōyama come "Mas Togo" ed il judoka Kōkichi Endō nei panni di "Ko Togo". I fratelli Togo detennero le cinture tag team sino ai primi anni sessanta.

## Titoli e riconoscimenti
- 50th State Big Time Wrestling
  - NWA Hawaii Heavyweight Championship (1)
  - NWA Hawaii Tag Team Championship (1) – con King Curtis Iaukea
- Maple Leaf Wrestling
  - NWA Canadian Open Tag Team Championship (1) – con Great Togo
- Mid-Atlantic Championship Wrestling
  - NWA Southern Tag Team Championship (Mid-Atlantic version) (1) – con Ike Eakins
- NWA Big Time Wrestling
  - NWA Texas Heavyweight Championship (1)[7][8]
- NWA Hollywood Wrestling
  - NWA International Television Tag Team Championship (2) – con Wild Red Berry (1)[9] e Great Togo (1)
  - NWA World Tag Team Championship (Los Angeles version) (1) – con "Wild" Red Berry
- NWA Mid-America
  - NWA Southern Tag Team Championship (Mid-America version) (1) – con John Smith
- Pacific Northwest Wrestling
  - NWA Pacific Northwest Tag Team Championship (2) – con Toi Yamamoto
- World Wrestling Council
  - WWC Puerto Rico Heavyweight Championship (1)

## Filmografia parziale
- Agente 007 - Missione Goldfinger (Goldfinger), regia di Guy Hamilton (1964)
- Baleari operazione Oro (Zarabanda Bing Bing), regia di José María Forqué (1966)
- Il papavero è anche un fiore (Poppies Are Also Flowers), regia di Terence Young (1966)
- Dimension 5, regia di Franklin Adreon (1966)
- Mako lo squalo della morte (Mako: The Jaws of Death), regia di William Grefe (1976)
- Safari senza ritorno (Horror Safari), regia di Alan Birkinshaw (1982)